# L'Urgence dans la peau
L'Urgence dans la peau (sous-titre : L'Impératif de Bourne, titre original : The Bourne Imperative) est un roman d'Eric Van Lustbader paru en 2012. Il s'agit du dixième volet de Jason Bourne après La Mémoire dans la peau, La Mort dans la peau et La Vengeance dans la peau de Robert Ludlum, La Peur dans la peau, La Trahison dans la peau, Le Danger dans la peau, Le Mensonge dans la peau, La Poursuite dans la peau et La Traque dans la peau d'Eric Van Lustbader.

## Résumé
L'histoire de Jason Bourne se répète  : lors d'une opération de récupération d'informations classées secrètes, il sauve de la noyade le jeune Aleph ; celui-ci est devenu amnésique.....
Au même moment, Sofia et Peter, directeurs de l'agence de renseignements Treadstone, accueillent dans leurs locaux Dik Richards, petit génie de l'informatique, introduit par le président lui-même, mais peut-être agent double....
Rebecca, agente du Mossad, s'aperçoit qu'elle est recherchée pour solution finale par un espion (le Babylonien), le meilleur espion des services secrets israéliens? Car elle en sait  beaucoup trop...
Seul Jason Bourne est à même de déjouer les complots qui se trament dans l'ombre, jusqu'à retrouver la mémoire....